# Fox-Amphoux
Fox-Amphoux é uma comuna francesa na região administrativa da Provença-Alpes-Costa Azul, no departamento de Var. Estende-se por uma área de 40,76 km². Em 2010 a comuna tinha 464 habitantes (densidade: 11,4 hab./km²).